# Rhododendron caucasicum
Rhododendron caucasicum är en ljungväxtart som beskrevs av Pall.. Rhododendron caucasicum ingår i släktet rododendron, och familjen ljungväxter. Inga underarter finns listade i Catalogue of Life.

## Bildgalleri

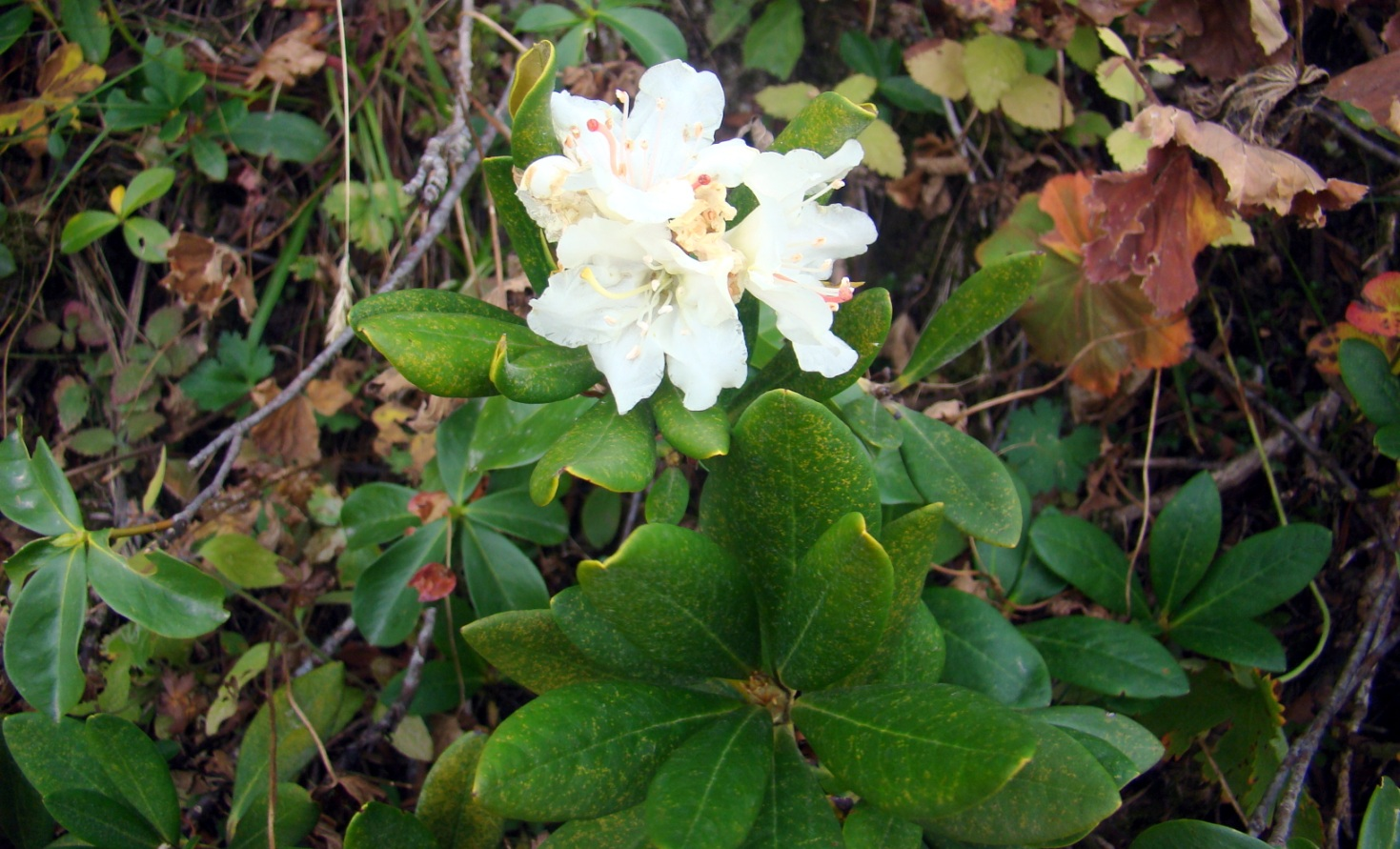
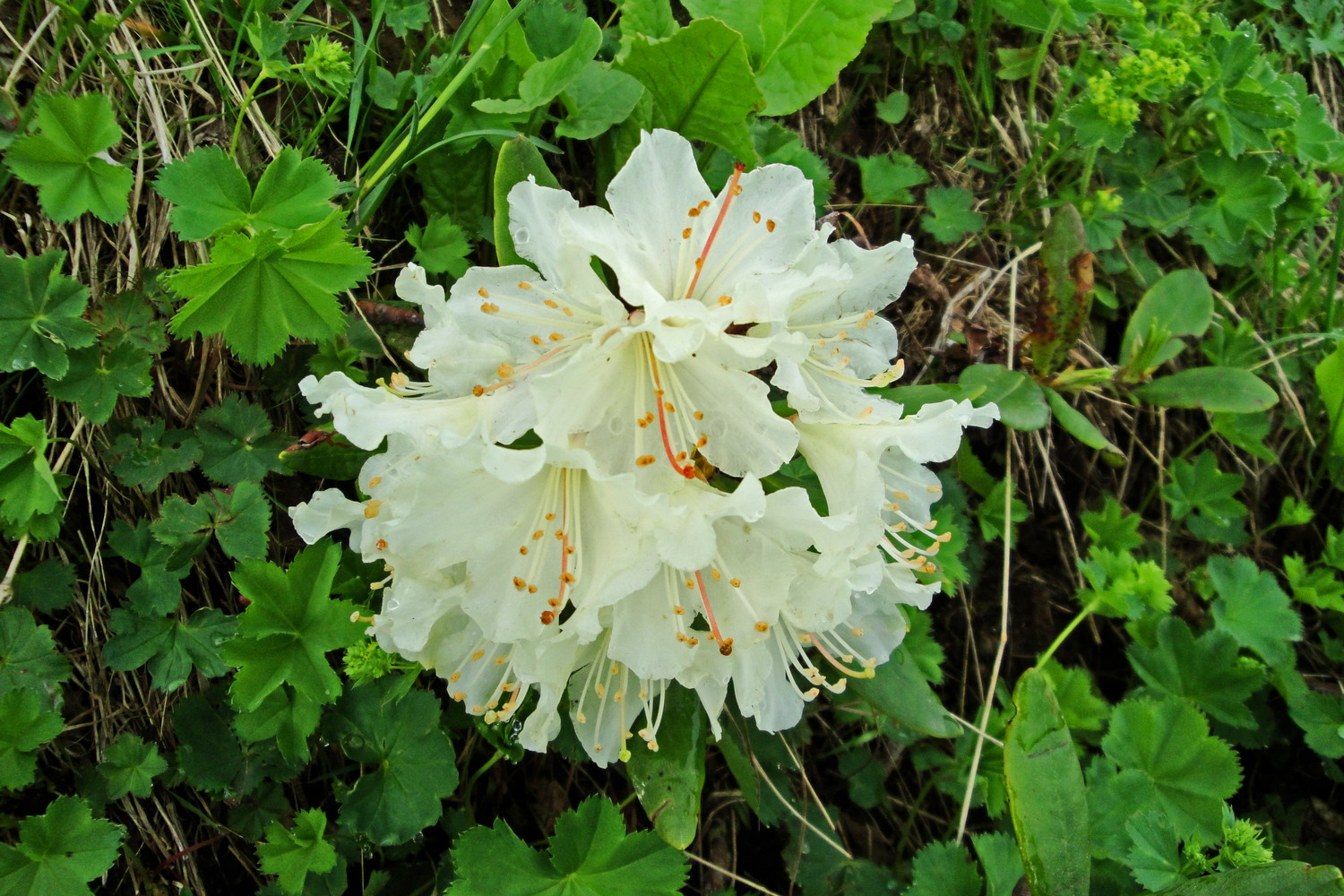
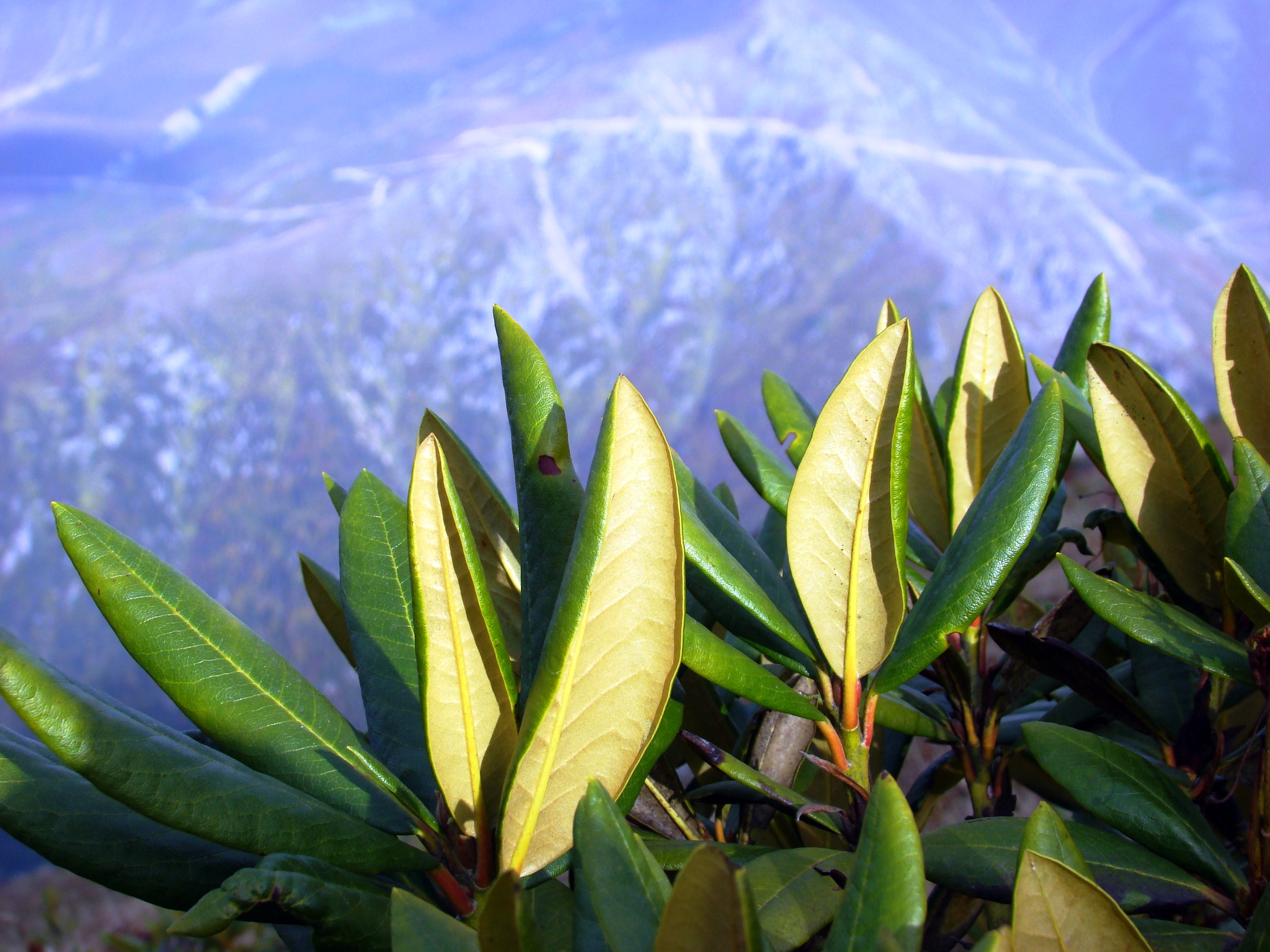
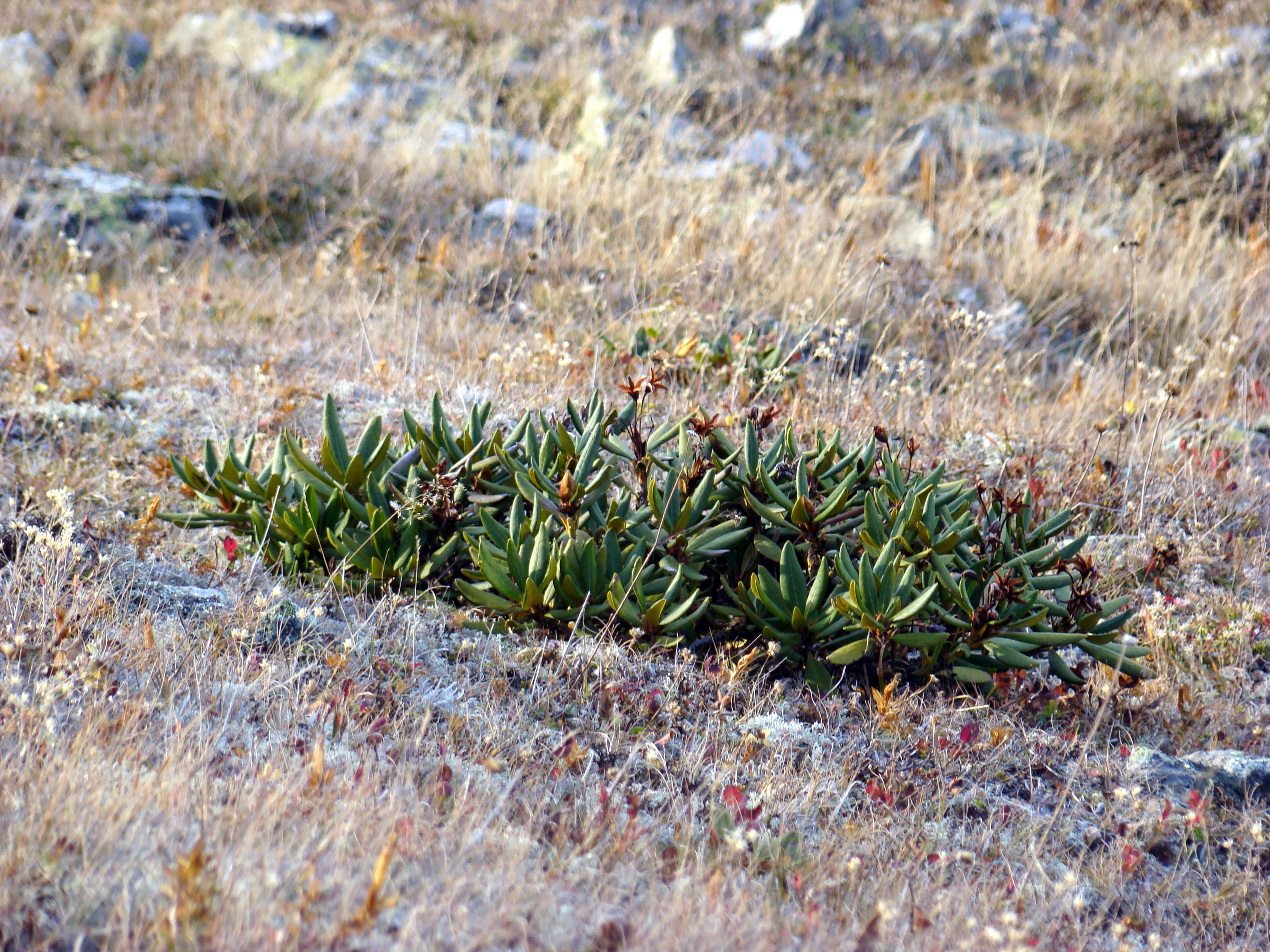
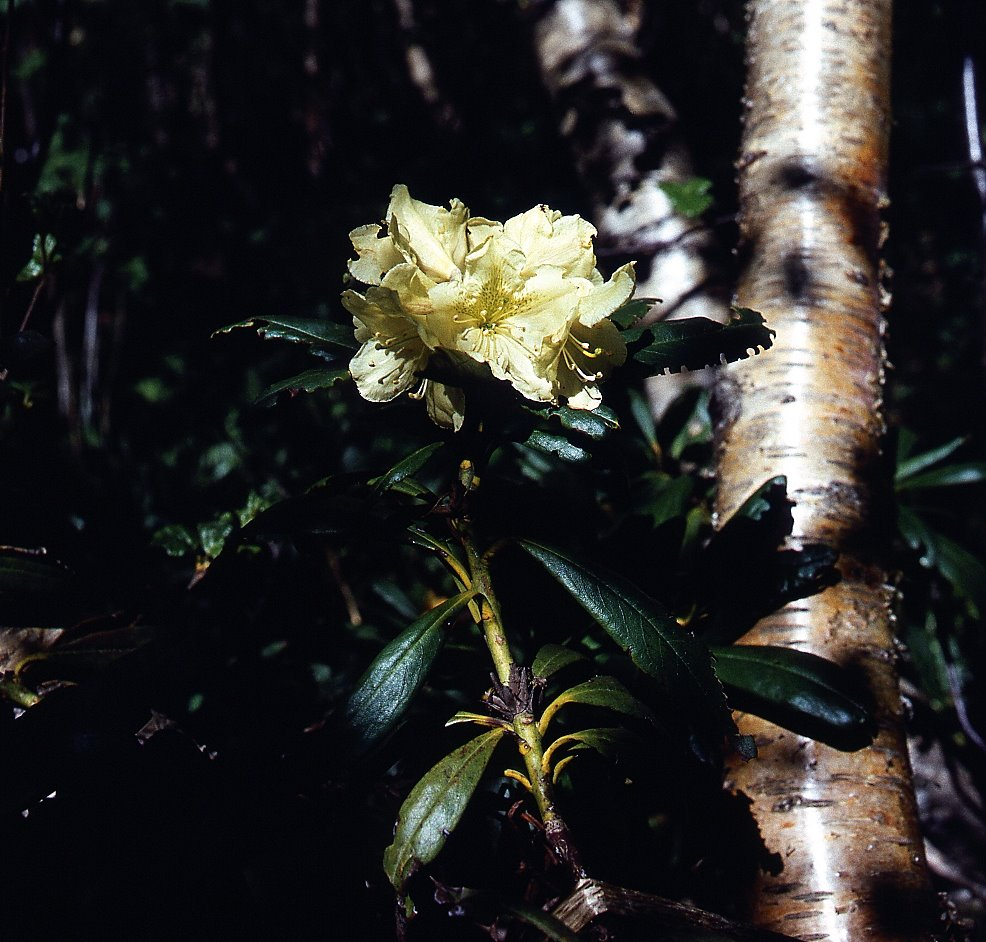
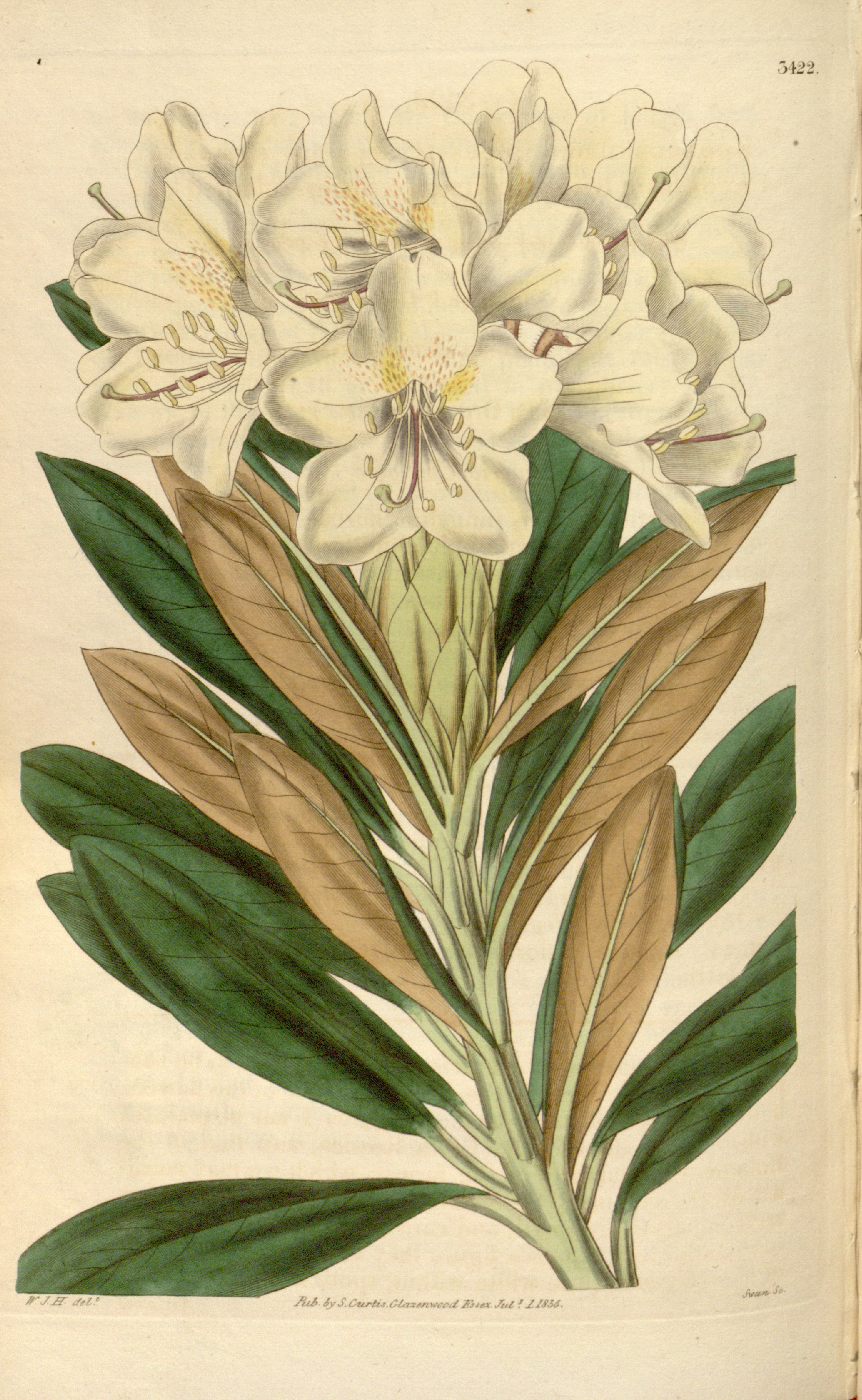